# Klára Křížová
Klára Křížová (* 13. července 1989 Gottwaldov) je bývalá česká alpská lyžařka. Je dcerou bývalé československé lyžařky Olgy Charvátové. Kariéru ukončila v lednu 2018 kvůli nedostatku financí zapříčiněnému odchodem sponzorů. Poté v profesním životě využila svých zkušeností z tréninků a začala se věnovat kondičním tréninkům a výuce jógy.

## Umístění na velkých závodech
Zimní olympijské hry
- ZOH 2010 – 29. místo v superobřím slalomu, 37. místo ve sjezdu
- ZOH 2014 – 17. místo v superobřím slalomu, 19. místo v superkombinaci, 21. místo ve sjezdu

Mistrovství světa
- MS 2009 – sjezd 29. místo, super G 25. místo, superkombinace 25. místo
- MS 2011 – superkombinace 24. místo, Super-G nedokončila, sjezd 28. místo
- MS 2013 – Super-G 25. místo, superkombinace nedokončila, sjezd 24. místo

Mistrovství světa juniorů
- MSJ 2005 - obří slalom 57. místo, super G 43. místo, sjezd 40. místo
- MSJ 2006 - slalom diskvalifikace, obří slalom 56. místo, super G 29. místo, sjezd 24. místo
- MSJ 2007 - obří slalom 55. místo, super G 18. místo, sjezd diskvalifikace
- MSJ 2008 - obří slalom 51. místo, super G diskvalifikace, sjezd 14. místo
- MSJ 2009 - obří slalom 38. místo, super G 8. místo, sjezd 9. místo

Evropský a Světový pohár
Ve Světovém poháru dosáhla bodovaného umístění zatím dvakrát – v sezóně 2009/10 ve Svatém Mořici obsadila 20. místo ve sjezdu a ve stejné disciplíně skončila na 28. příčce 2. března 2013 v Garmischi-Partenkirchenu. V prosinci 2012 opět ve Svatém Mořici získala svou první medaili v Evropském poháru za 3. místo ve sjezdu.